# Ферфілд (Юта)
Ферфілд (англ. Fairfield) — місто (англ. town) в США, в окрузі Юта штату Юта. Населення — 160 осіб (2020).

## Географія
Ферфілд розташований за координатами 40°14′18″ пн. ш. 112°4′58″ зх. д. / 40.23833° пн. ш. 112.08278° зх. д. (40.238455, -112.082808).  За даними Бюро перепису населення США в 2010 році місто мало площу 69,25 км², з яких 69,18 км² — суходіл та 0,07 км² — водойми.

## Демографія
Згідно з переписом 2010 року, у місті мешкало 119 осіб у 38 домогосподарствах у складі 33 родин. Густота населення становила 2 особи/км².  Було 41 помешкання (1/км²).
Расовий склад населення:
| - 95,8 % — білих - 1,7 % — осіб інших рас |

До двох чи більше рас належало 2,5 %. Частка іспаномовних становила 4,2 % від усіх жителів.
За віковим діапазоном населення розподілялося таким чином: 31,9 % — особи молодші 18 років, 58,9 % — особи у віці 18—64 років, 9,2 % — особи у віці 65 років та старші. Медіана віку мешканця становила 33,5 року. На 100 осіб жіночої статі у місті припадало 101,7 чоловіків;  на 100 жінок у віці від 18 років та старших — 102,5 чоловіків також старших 18 років.
Середній дохід на одне домашнє господарство  становив 85 635 доларів США (медіана — 81 094), а середній дохід на одну сім'ю — 85 635 доларів (медіана — 81 094). За межею бідності перебувало 3,0 % осіб, у тому числі 6,5 % дітей у віці до 18 років та 0,0 % осіб у віці 65 років та старших.
Цивільне працевлаштоване населення становило 77 осіб. Основні галузі зайнятості: освіта, охорона здоров'я та соціальна допомога — 29,9 %, публічна адміністрація — 15,6 %, транспорт — 13,0 %, мистецтво, розваги та відпочинок — 11,7 %.